# Stara Woda (gromada)
Stara Woda – dawna gromada, czyli najmniejsza jednostka podziału terytorialnego Polskiej Rzeczypospolitej Ludowej w latach 1954–1972.
Gromady, z gromadzkimi radami narodowymi (GRN) jako organami władzy najniższego stopnia na wsi, funkcjonowały od reformy reorganizującej administrację wiejską przeprowadzonej jesienią 1954 do momentu ich zniesienia z dniem 1 stycznia 1973, tym samym wypierając organizację gminną w latach 1954–1972.
Gromadę Stara Woda z siedzibą GRN w Starej Wodzie utworzono – jako jedną z 8759 gromad na obszarze Polski – w powiecie żarskim w woj. zielonogórskim na mocy uchwały nr V/30/54 WRN w Zielonej Górze z dnia 5 października 1954. W skład jednostki weszły obszary dotychczasowych gromad Stara Woda, Białków, Chocimek, Lutol, Mokra, Małowice i Janowice ze zniesionej gminy Zabłocie w tymże powiecie.
13 listopada 1954 (z mocą wstecz od 1 października 1954) gromada weszła w skład nowo utworzonego powiatu lubskiego w tymże województwie, gdzie ustalono dla niej 12 członków gromadzkiej rady narodowej.
1 stycznia 1958 do gromady Stara Woda włączono wieś Tuchola Żarska ze zniesionej gromady Zabłocie w tymże powiecie.
1 stycznia 1972 do gromady Stara Woda włączono tereny o powierzchni 507 ha z miasta Lubsko w tymże powiecie.
Gromada przetrwała do końca 1972 roku, czyli do kolejnej reformy gminnej.